# Авадзі Сугуру
Авадзі Сугуру (яп. 淡路卓, 26 липня 1989) — японський фехтувальник, олімпійський медаліст.

## Виступи на Олімпіадах
| Олімпіада   | Дисципліна       | Місце |
| ----------- | ---------------- | ----- |
| Лондон 2012 | рапіра, командні | 2     |